# Райские птицы (род)
Райские птицы (англ. Paradisaea) — род птиц из семейства райских птиц.
Первоначально именно этот род Карл Линней в 1758 году систематизировал как райских птиц, однако, Вьейо в 1816 году систематизировал другие роды, которые позже вместе с райскими птицами были объединены в одно семейство.
Все птицы — эндемики Новой Гвинеи, лишь большая и малая райские птицы встречаются на близлежащих островах. Большая райская птица в 1910-е годы была интродуцирована на остров Литтл-Тобаго, однако, после 1958 года на острове не встречалась.

## Состав рода
Международный союз орнитологов относит к роду 6 видов:
- Большая райская птица (Paradisaea apoda Linnaeus, 1758)
- Гольдиева райская птица (Paradisaea decora Salvin & Godman, 1883)
- Императорская райская птица (Paradisaea guilielmi Cabanis, 1888)
- Малая райская птица (Paradisaea minor Shaw, 1809)
- Реггианова райская птица (Paradisaea raggiana P.L. Sclater, 1873)
- Красная райская птица (Paradisaea rubra Daudin, 1800)

## Галерея

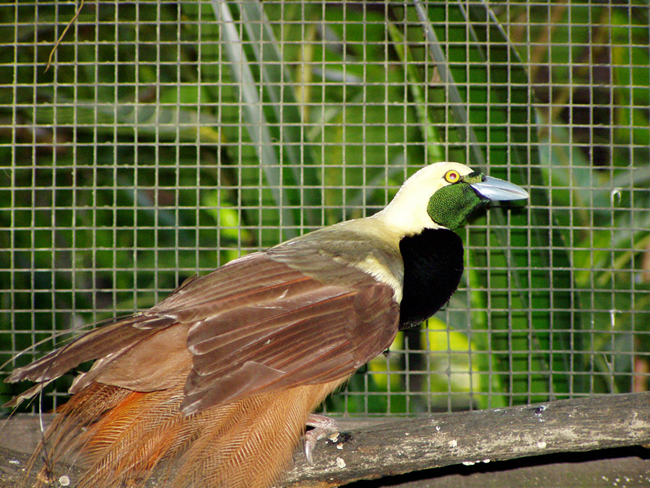
Реггианова райская птица
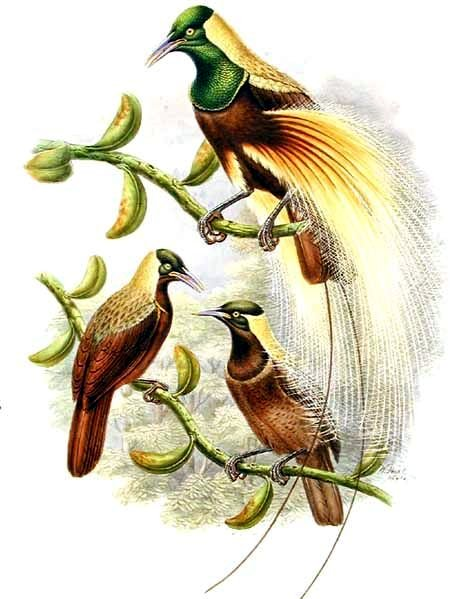
Императорская райская птица